# Ymerdrys
Ymerdrys er et produkt, som anvendes til bl.a. mælkeprodukter som ymer, A38 og tykmælk. Ymerdrys er fremstillet af revet rugbrød, der er blandet med enten brun farin eller sukker. Det kan også produceres af ren revet rugbrød, så det kan bruges af diabetikere, der ikke tåler sukkerstofferne.
Mange bruger ymerdrys for at give noget fylde og konsistens til deres Yoghurt etc. sådan at det ikke er helt så flydende men også har lidt fylde.
Ymerdrys blev første gang fremstillet af brødfabrikken Struer Brød af daværende ejer Søren Erik Aarup Kristensen. 
| Mad og drikke | Spire Denne artikel om mad og drikke er en spire som bør udbygges. Du er velkommen til at hjælpe Wikipedia ved at udvide den. |